# 破戒王〜おれの牛若〜
『破戒王〜おれの牛若〜』（はかいおう〜おれのうしわか〜）は、たなかかなこによる日本の漫画作品。
たなかかなこが独自の視点で描いた、日本の源平合戦の時代をモチーフとした歴史漫画である。ヒロインである「牛若丸」は少女と言う設定で、主人公は「武蔵坊弁慶」。アクションシーンとお色気シーンの多い作品である。

## あらすじ
時は平安時代の末期、「平家にあらずんば人にあらず」と称されるほどの栄華を極めた平氏が、その権威を大いに振るっていた頃。京都のゴミ捨て場ともいうべき五条大橋の主である破戒僧「武蔵坊弁慶」は、自分を慕う部下や貧乏人たちと共に（平氏以外の）貴族・武士を襲って生計を立てていた。
ある日、いつものように獲物を襲った弁慶は、源氏の御曹子を名乗る牛若丸に勝負を挑まれる。だがこの牛若丸の正体は、御曹子ではなく男装したお姫様だった！　平氏に奪われた母を取り戻すため、虐げられた人々を救うために女であることをやめてまで戦おうしていたのだ。その生き様と美貌に惚れ込んだ弁慶は、彼女の“処女”を条件に部下になることを決意する。
日ノ本の支配者・強大なる平氏に戦いを挑む牛若丸と弁慶。彼らの行く先に待ち受けるものとは果たして？

## 登場人物
武蔵坊弁慶
五条大橋の主。元僧侶だが、破戒僧で欲望に忠実に生きている。
牛若丸
源頼朝の子息。実は男として育った女。
寒山
放免として平家に仕える双子の兄。最後は弟と共に弁慶に焼き殺される。
拾得
放免として平家に仕える双子の弟。最後は兄と共に弁慶に焼き殺される。
ヨイチ

ナオ

サブロウ

袴垂
盗賊。
嚇烏賊
盗賊。
牙次郎

爪次郎

小次郎
ナオの息子。
平清盛
日本の最高権力者。超人的な力を持っているが、高齢であるため後継者である重盛の事を特に気にかけている。
平頼盛
平清盛の異母弟。
平重盛
平清盛の長男。清盛の怒りを鎮められる唯一の人物。病弱ではあるが武人として高い実力を有している。
平宗盛
平清盛の三男。出来が悪く、甘やかされて育った。女性を宗から輸入したワニやトラに食べさせて楽しむ等、非常に残虐な性格。
山茶花
重盛の愛猫。
ヤヘイタ

## 単行本
- たなかかなこ 『破戒王〜おれの牛若〜』 集英社〈ヤングジャンプ・コミックス〉、全5巻
  1. 2003年4月23日発行、ISBN 4-08-876427-7
  2. 2003年6月19日発行、ISBN 4-08-876461-7
  3. 2003年8月19日発行、ISBN 4-08-876488-9
  4. 2003年11月19日発行、ISBN 4-08-876526-5
  5. 2004年1月19日発行、ISBN 4-08-876554-0